# Institutka
Delo Fedorja Gradišnika z naslovom Institutka je izhajalo kot podlistek v časopisu Narodni dnevnik v letih 1910 in 1911.  Institutka je nedokončana, sestavljena iz dveh delov: predzgodbe (tragedija na Erazmovem gradu) in glavne zgodbe (Elina zgodba).  

## Vsebina
Na podeželjskem gradu živijo lepa gospa Helena, njen precej starejši mož Erazem, ki ima skrivnostno preteklost, in njuna hči Ela. Helena ima ljubimca, stotnika Kamila Odenberga, ki ima bolehnega brata Oskarja. Erazem je v resnici oče bratov Odenberg. S svojo prvo ženo je slabo ravnal, za njegova sinova pa so po njeni smrti skrbeli tuji ljudje. Kamilo in Oskar tega seveda ne vesta. Oskar pride na počitnice v grad, da bi si okrepil zdravje. Helena ga zapelje. Zaradi ljubezni do nje se mu zdravje še poslabša. Kamilo, ki se ga je Helena naveličala, Erazmu pove, kakšna je njegova žena. Starcu odpove srce, pred smrtjo pa bratoma pove, da je njun oče. Istega dne umre tudi Oskar. V drugem delu spremljamo dogajanje v samostanu s šolo, kjer biva Ela, Helenina hči. Zaplete se v ljubezensko razmerje z dve leti starejšo Dano, a se ta potem zaljubi v moškega, duhovnika, s katerim se ponoči dobiva na vrtu. 